# Абу Абдаллах V
Абу Абдаллах V Мухаммад аль-Заяні (араб. أبو عبد الله محمد الخامس الزياني; д/н — 1516) — 23-й султан Держави Заянідів у 1505—1516 роках.

## Життєпис
Син султана Абу Абдаллаха IV. Про дату народження й молоді роки відомостей обмаль. У 1505 році придушив заколот стрийків Абу Масуда і Абу Саїда проти батька. Того ж року в грудні Абу Абдаллах IV помер. Невдовзі придушив змову братів Ях'ї і Абу Заяна. Перший втік до Фесу, а другого запроторили за ґрати.
Новий султан Абу Абдаллах V намагався організувати спротив іспанським вторгненням. Проте його військо поступалося християнським загонам. Разом з тим він дедалі більше втрачав вплив на піратські флотилії, що посилили атаки на Піренеї, Сардинію та Прованс.
1505 року іспанський флот захопив Мерс-ель-Кебір, а в 1509 році - Оран, що був важливим торгівельним центром і водночас піратською базою. В Орані іспанці улаштували різанину мусульманського населення. Сам Абу Абдаллах V не наважився відвоювати місто. У відповідь мусульмани Тлемсену влаштували різанину немусульманського населення столиці Заянідів. 1510 року іспанці захопили порт Алжир. Усе це зашкодило наповненню державної скарбниці. Тому султан збільшив податки й мита. Ці події зрушили загальне збурення в державі, внаслідок чого в окремих містах шейхи племен та очільники міст фактично перестали підпорядковуватися султану. В районі Беджаї отаборився пірат Арудж-реїс (старший брат Хайр-ад-Діна Барбаросси).
1512 року Абу Абдаллах V вирушив до Бургосу на перемовини з королем Фернандо II, що не мали успіху. В свою чергу Арудж продовжував діяти, захопивши 1513 року місто Шершель. За цих обставин 1514 року султан уклав угоду з Фернандо II, за якою той обіцяв захист Абу Абдаллаху II та його володінням. Натомість султан погодився сплачувати щорічну данину в 12 тис. золотих дукатів, 12 арабських коней і 6 соколів, а також постачати харчі до кастильської залоги в Орані. Незважаючи на це Арудж, захопив місто Джиджель. Також став незалежним Селім ат-Тумі в Медеа і Міліані.
Помер Абу Абдаллах V 1516 року. Йому спадкував брат Абу Заян Ахмад.